# Evangelista Vilanova i Bosch
Evangelista Vilanova i Bosch (Rubí, Vallès Occidental, 19 de novembre de 1927 - Manresa, Bages, 9 d’abril del 2005), fou un monjo benedictí del monestir de Montserrat.
Va ingressar al monestir de Montserrat l'any 1944, fent-ne la professió inicial com a monjo el 6 d'agost de 1946, i la professió solemne el 15 d'agost de 1949. Tres anys més tard, el 24 d'agost de 1952, va rebre l'ordenació presbiteral. Posteriorment el 1957 es va doctorar al Pontifici Col·legi Benedictí de Sant Anselm de Roma amb la tesi "Regula Sancti Pauli et Stephani. Edició crítica i comentari", i per la qual va rebre l'any 1962 el Premi Duran i Bas que atorga l'Institut d'Estudis Catalans. També va rebre l'any 1994 la Medalla d'Or al Mèrit Científic de l'Ajuntament de Barcelona.
Exercí de professor a diferents institucions. Va destacar sobretot com a mestre del monjos joves al mateix monestir de Montserrat (en dues etapes, entre 1954-1955 i 1959-1961) i també com a professor a la Facultat de Teologia de Catalunya (1968-1997). També va exercir de docent a d'altres institucions, com al Centre d’Estudis Pastorals de Catalunya (1968-1993), a l'Institut d’Estudis Socials de Barcelona (1971-1990). Fou també membre de diferents associacions religioses, entre d'altres de l'Associació Europea de Teòlegs i de l'Associació de Teòlegs Catalans, entitat que a més presidí en dues etapes (entre 1975-1979 i entre 1989-1994). També fou director i fundador de la revista Qüestions de Vida Cristiana entre 1957 i 1996.

## Obres
- Vilanova i Bosch, Evangelista. El Coratge de creure.  Barcelona: Publicacions de l'Abadia de Montserrat, 1976 (Saurí ; 32). ISBN 8460006344. OCLC 803943445.
- Vilanova i Bosch, Evangelista. Conéixer déu, parlar de déu.  Barcelona: Publicacions de l'Abadia de Montserrat, 1980 (Saurí ; 50). ISBN 8472024032. OCLC 803465812.
- Vilanova i Bosch, Evangelista. La fe cristiana (en castellà).  Madrid: Central Catequística Salesiana, 1980 (Enciclopedia básica del catequista ; 8). ISBN 8460019101. OCLC 1043508357.
- Vilanova i Bosch, Evangelista. La Litúrgia, des de l'ortodòxia i l'ortopraxi : lliçó inaugural del curs acadèmic 1981-1982.  Sant Cugat del Vallès: Facultat de Teologia de Barcelona, 1981. OCLC 892311033.
- Vilanova i Bosch, Evangelista. Un temps per a Déu.  Barcelona: Publicacions de l'Abadia de Montserrat, 1982 (Saurí ; 59). ISBN 8472024970. OCLC 803207914.
- Vilanova i Bosch, Evangelista. Història de la teologia cristiana.  Barcelona: Facultat de Teologia de Barcelona : Herder, 1984-1989 (Col·lectània Sant Pacià ; 32, 36, 41). ISBN 8486065070. OCLC 802680209.
- Vilanova i Bosch, Evangelista. Esperit i llibertat.  Barcelona: Publicacions de l'Abadia de Montserrat, 1988 (Saurí ; 84). ISBN 8472029468. OCLC 802689440.
- Vilanova i Bosch, Evangelista. La fe cristiana entre la sospecha y la inocencia (en castellà).  Estella: Verbo Divino, 1990 (Nuevos desafíos). ISBN 8471516721. OCLC 804818211.
- Vilanova i Bosch, Evangelista. Para comprender la teología (en castellà).  Estella: Verbo Divino, 1992 (Para leer-comprender-vivir). ISBN 8471518139. OCLC 1043407329.
- Vilanova i Bosch, Evangelista. Per a un itinerari cristià.  Barcelona: Publicacions de l'Abadia de Montserrat, 1998 (L'Espiga ; 63). ISBN 8478269789. OCLC 807859530.
- Vilanova i Bosch, Evangelista. Meditación sobre la Iglesia del siglo XX (en castellà).  Madrid: Biblioteca de Autores Cristianos, 2000 (Biblioteca de autores cristianos. 2000 ; 33). ISBN 847914484X. OCLC 804773295.